# Kungsgårds-Abborrtjärnen
Kungsgårds-Abborrtjärnen är en sjö i Kramfors kommun i Ångermanland och ingår i Nätraån-Ångermanälvens kustområde.